# Long Marton
Long Marton – wieś i civil parish w Anglii, w Kumbrii, w dystrykcie (unitary authority) Westmorland and Furness. W 2001 civil parish liczyła 704 mieszkańców. Znajduje się 4,6 km od Appleby-in-Westmorland.